# Olivier Ribadeau Dumas
Pour les articles homonymes, voir Ribadeau Dumas et Dumas.
Olivier Ribadeau Dumas, né le 1er avril 1961 à Neuilly-sur-Seine en France, est un prêtre catholique français, ancien avocat, porte-parole de la Conférence des évêques de France du 1er janvier 2015 au 1er juillet 2019, chanoine titulaire émérite du diocèse de Paris et vicaire épiscopal auprès de l'archevêque de Paris. Il est nommé recteur du sanctuaire de Lourdes en octobre 2019 puis, en 2022 recteur-archiprêtre de la cathédrale Notre-Dame de Paris et administrateur paroissial de Saint-Germain-l'Auxerrois.

## Biographie
Issu d’une famille catholique pratiquante de sept enfants, Olivier Ribadeau Dumas suit des études de droit afin de devenir avocat. En 1984, il entre à la Maison Saint-Augustin pour une année de discernement, puis est formé au Séminaire français de Rome, où il se spécialise en théologie morale. Il est finalement ordonné prêtre le 30 juin 1990 par le cardinal Jean-Marie Lustiger, alors archevêque de Paris.
Il est nommé vicaire à Saint-Jacques-Saint-Christophe de la Villette, puis curé de la paroisse Notre-Dame-des-Foyers, nouvellement érigée, jusqu’en 1998. L’église étant située face à la mosquée Adda'wa, la dimension du dialogue interreligieux marque le début de son ministère.
Parallèlement, il est nommé aumônier de collèges, puis adjoint et responsable du Frat de Lourdes pour les 15-18 ans, en 1994 et 1996. En 1995, il est nommé coordinateur de la pastorale des jeunes de l'archidiocèse de Paris puis délégué des évêques d’Ile-de-France pour la préparation des Journées mondiales de la jeunesse à Paris en 1997. En 1998, le cardinal Lustiger lui demande de rejoindre la Mission étudiante. Il va ensuite à Saint-Germain-des-Prés, dont il devient curé en 2001. Il est alors également aumônier de l'Université Panthéon-Assas, puis responsable de l’ensemble des aumôneries parisiennes (CEP), et enfin coordinateur des aumôneries d’Île-de-France (MECI).
En 2005, Mgr André Vingt-Trois le nomme curé de Saint-Jean-Baptiste de Grenelle dans le XVe arrondissement. Il exerce dans le même temps les charges de vicaire épiscopal pour la solidarité et de référent de la maison d’arrêt de la Santé (XIVe).

### Mandats à la Conférence des évêques de France
De 2011 à 2013, il exerce les charges de secrétaire général adjoint de la Conférence des évêques de France (CEF), secrétaire pour les ministres ordonnés et les laïcs en mission ecclésiale, secrétaire pour la vie consacrée et secrétaire pour la Mission de France. En juillet 2013, il est nommé secrétaire général de la CEF et, enfin, le 1er janvier 2015, il en est nommé porte-parole et succède ainsi à Bernard Podvin. Parallèlement, il est membre de l'instance de dialogue entre le Saint-Siège, l'Église catholique en France et le gouvernement français, secrétaire du Conseil permanent de la Conférence des évêques de France, secrétaire du Comité Études et projets et secrétaire du groupe de travail intitulé « Présence des catholiques dans la société ».
Ses mandats au sein de la CEF non renouvelables arrivent à échéance en 2019. Il est remplacé par le Père Thierry Magnin.

### Recteur du sanctuaire de Lourdes
Admis en congé le 1er juillet 2019, sur décision de Mgr Michel Aupetit, archevêque de Paris, Olivier Ribadeau Dumas est nommé recteur du sanctuaire de Lourdes à compter du 1er octobre 2019, sur décision de Mgr Antoine Hérouard, délégué apostolique temporaire des lieux et évêque auxiliaire de Lille. Parallèlement, il est nommé à compter du 1er janvier 2020 vicaire épiscopal du diocèse de Paris, pour le catéchuménat, pour trois ans, par Mgr Michel Aupetit qui le nomme aussi adjoint au responsable du Services des communautés et des prêtres étudiants étrangers à Paris, pour huit mois.

### Recteur de la cathédrale Notre-Dame de Paris
En juin 2022, Laurent Ulrich, archevêque de Paris, le nomme recteur-archiprêtre de la cathédrale Notre-Dame de Paris et administrateur paroissial de Saint-Germain-l'Auxerrois, en succession de Patrick Chauvet, lui-même nommé curé de La Madeleine.
En avril 2024, Olivier Ribadeau Dumas fait le choix de ne pas reconduire deux organistes de la cathédrale Notre-Dame, Philippe Lefebvre et Johann Vexo, et en nomme de nouveaux sans concours de recrutement: Thierry Escaich et un jeune étudiant de 21 ans, Thibault Fajoles, qui ne détient aucun diplôme. Cette dernière nomination provoque de vives oppositions « dans toute la profession, en France et même à l’étranger. »,,. Olivier Ribadeau Dumas donne les raisons de son choix dans l'hebdomadaire Famille chrétienne,,. 
Olivier Ribadeau Dumas est auditeur de l'Institut des hautes études de Défense nationale (64e SN)

## Distinctions
- Chevalier de la Légion d'honneur en 2012[14]
- Officier de l'ordre des Arts et des Lettres en 2024[15]